# جاذبه‌های گردشگری استان سیستان و بلوچستان
این فهرست مکان هاو  جاذبه های گردشگری استان سیستان و بلوچستان جنوب شرق ایران است.
- آتشکده کرکویه
- آتشکده ورمال
- تخت عدالت
- کوه خواجه
- زاهدان کهنه
- قلعه سام
- قلعه رستم
- قلعه سه کوهه
- قلعه رامرود
- قلعه کهک کهزاد سیستان
- بی بی دوست سیستان
- شهر سوخته
- دهانه غلامان
- گورستان هفتاد ملا
- کوه خواجه
- آثار باستانی کوه خواجه (کوه رستم)
- ارگ خان ملک
- قلعه مچی
- قلعه چهل دختر سیستان
- آسیاب بادی سیستان
- آسیاب بادی مچی
- قلعه تیمور سیستان
- قلعه ایرندگان
- قلعه ناصری
- قلعه خاش
- گل فشان تنگ
- قلعه سب
- روستای کشیک
- قلعه بمپور
- قلعه مهرستان
- قلعه دوست محمدخان
- قلعه دزک
- مسجد دزک
- موزه تاس و کپل (آب)
- موزه زنده سفال کلپورگان
- موزه محلی سراوان
- موزه محلی چابهار
- گل فشان تنگ
- قبرستان اسپیدژ
- کوه خضر
- قلعه سرباز
- سد پیشین
- سد زیردان
- مسجد کهنه قلعه
- سنگ نگاره های دره نگاران سراوان-ناهوک
- کوه‌های مینیاتوری چابهار
- کوه آتشفشان تفتان
- رشته کوه بیرک
- غار گواتامک ایرندگان
- غار صداکی کوه بیرک ایرندگان

1. ↑  «جاذبه‌های گردشگری استان سیستان و بلوچستان | ویزیت ایران». www.visitiran.ir. دریافت‌شده در ۲۰۲۳-۰۵-۰۹.